# Grand Prix automobile d'Europe 2011
Vous lisez un « article de qualité » labellisé en 2011.
GP précédent GP suivant
Le Grand Prix automobile d'Europe 2011 (2011 Formula 1 Grand Prix of Europe), disputé le 26 juin 2011 sur le circuit urbain de Valence, est la 847e épreuve du championnat du monde de Formule 1 courue depuis 1950 et la huitième manche du championnat 2011. Il s'agit de la vingt-et-unième édition du Grand Prix comptant pour le championnat du monde, la quatrième disputée à Valence.
Les vingt-quatre pilotes engagés au départ franchissent la ligne d'arrivée d'une épreuve dominée par l'Allemand Sebastian Vettel, pilote Red Bull Racing et champion du monde en titre. Parti une nouvelle fois depuis la pole position, sa septième en huit courses, il mène le Grand Prix de bout en bout, à l'exception du tour suivant son premier arrêt au stand. Il s'impose devant Fernando Alonso et son coéquipier Mark Webber. Grâce à sa pole position, sa victoire et son meilleur tour en course, il réalise un hat-trick. À l'issue de la course, Vettel accroît son avance sur ses concurrents en tête du championnat du monde, avec 186 points sur 200 possibles et 77 points d'avance sur Jenson Button, deuxième, et Mark Webber, troisième à égalité de points avec Button. À la fin du Grand Prix, dix-sept des vingt-cinq pilotes en lice au championnat du monde ont marqué au moins un point.
Lors de cette épreuve, vingt-quatre pilotes rallient l'arrivée (tous les pilotes ayant pris le départ terminent la course), ce qui constitue un nouveau record de la discipline, le précédent record étant de vingt-trois pilotes à l'arrivée du Grand Prix automobile de Chine 2011.
Chez les constructeurs, Red Bull Racing conserve la tête du championnat avec 295 points, devant McLaren et Ferrari. À l'issue de la course, neuf des douze écuries engagées au championnat ont marqué des points, Lotus, Virgin et HRT n'en ayant pas encore inscrit.

## Contexte avant le Grand Prix

### Menaces quant à l'avenir du Grand Prix d'Europe à Valence

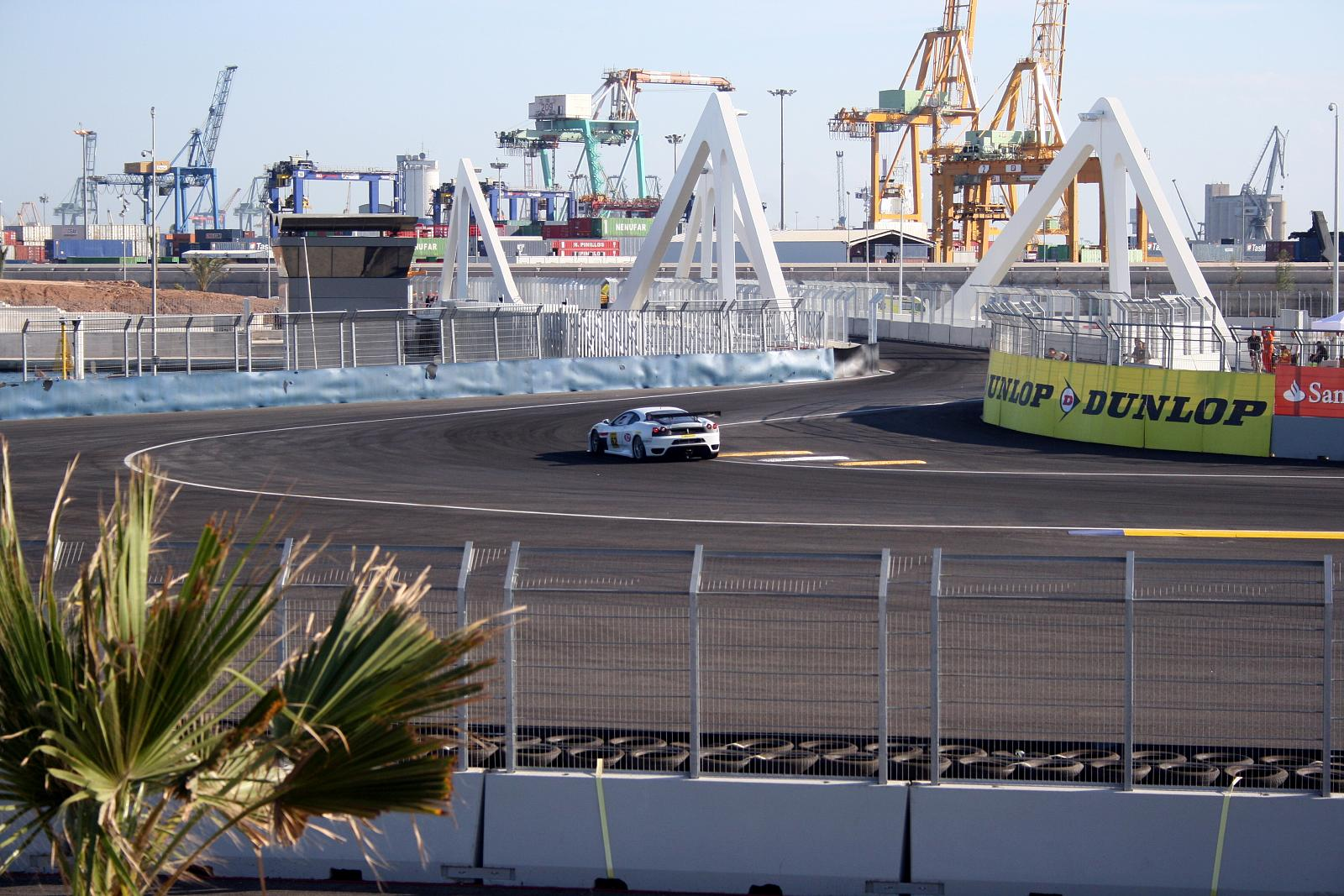
Vue du pont qui enjambe le port sur le circuit de Valence.

Le 23 novembre 2010, le journal espagnol El Periódico annonce que la ville de Valence, qui organise l'événement depuis 2008, n'est plus disposée à payer les frais annuels d'organisation du Grand Prix d'Europe. Si le contrat de Valence prévoit l'organisation de la course jusqu'en 2012, Francisco Camps, le président de la région de Valence, souhaiterait briser ce bail car l'organisation de la course coûte environ 48 millions d'euros par an (30 millions de frais d'organisation et 18 millions de frais d'accueil) tandis que les recettes générées ne s'élèvent qu'à 10 millions d'euros, l'affluence ayant lourdement chuté, passant de 112 000 spectateurs en 2008 à 75 000 en 2010. Francisco Camps a déjà évoqué le sujet avec Bernie Ecclestone lors de l'été 2010 mais le grand argentier de la Formule 1 a catégoriquement refusé de casser le contrat. La seule porte de sortie pour Valence serait de proposer une alternative incarnée par un autre promoteur, des discussions ayant eu lieu avec les circuits de Portimão au Portugal et d'Alcañiz en Espagne,.
Quelques jours après les déclarations de Francisco Camps, Paula Sanchez de Leon, une porte-parole du gouvernement régional de Valence, indique que le gouvernement n'a pas initié le moindre changement quant à la tenue du Grand Prix et que l'épreuve continuera comme auparavant, au moins jusqu'au terme du contrat,.
Début 2011, le Grand Prix d'Europe à Valence est à nouveau menacé, mais désormais par Bernie Ecclestone qui juge la course pauvre en spectacle, trop chère, sans soutien local et faisant concurrence au Grand Prix d'Espagne organisé à Barcelone. Ecclestone insiste également sur la nécessité de ne plus organiser deux courses par an dans le même pays,. D'autre part, Salvador Servia, directeur du Grand Prix d'Espagne, annonce que les promoteurs du circuit urbain de Valence ne se seraient toujours pas acquittés de leurs dettes pour l'organisation de la course en 2010.
Jorge Martinez Aspar, organisateur du Grand Prix d'Europe à Valence, est confiant quant à la tenue de l'épreuve : « Nous avons un contrat jusqu'en 2014 avec une option pour prolonger celui-ci jusqu'en 2019. » Il est appuyé dans ses propos par Carlos Gracia, le président de la fédération espagnole, qui se veut rassurant sur l'avenir des deux Grands Prix organisés en Espagne : « Ces deux Grands Prix ont des contrats, sont à jour avec leurs paiements et veulent respecter leurs contrats. Nous devrions peut-être modifier les dates pour que ces deux courses ne soient pas aussi proches l'une de l'autre mais l’Espagne peut parfaitement accueillir deux courses. ».

### Annulation officielle du Grand Prix de Bahreïn

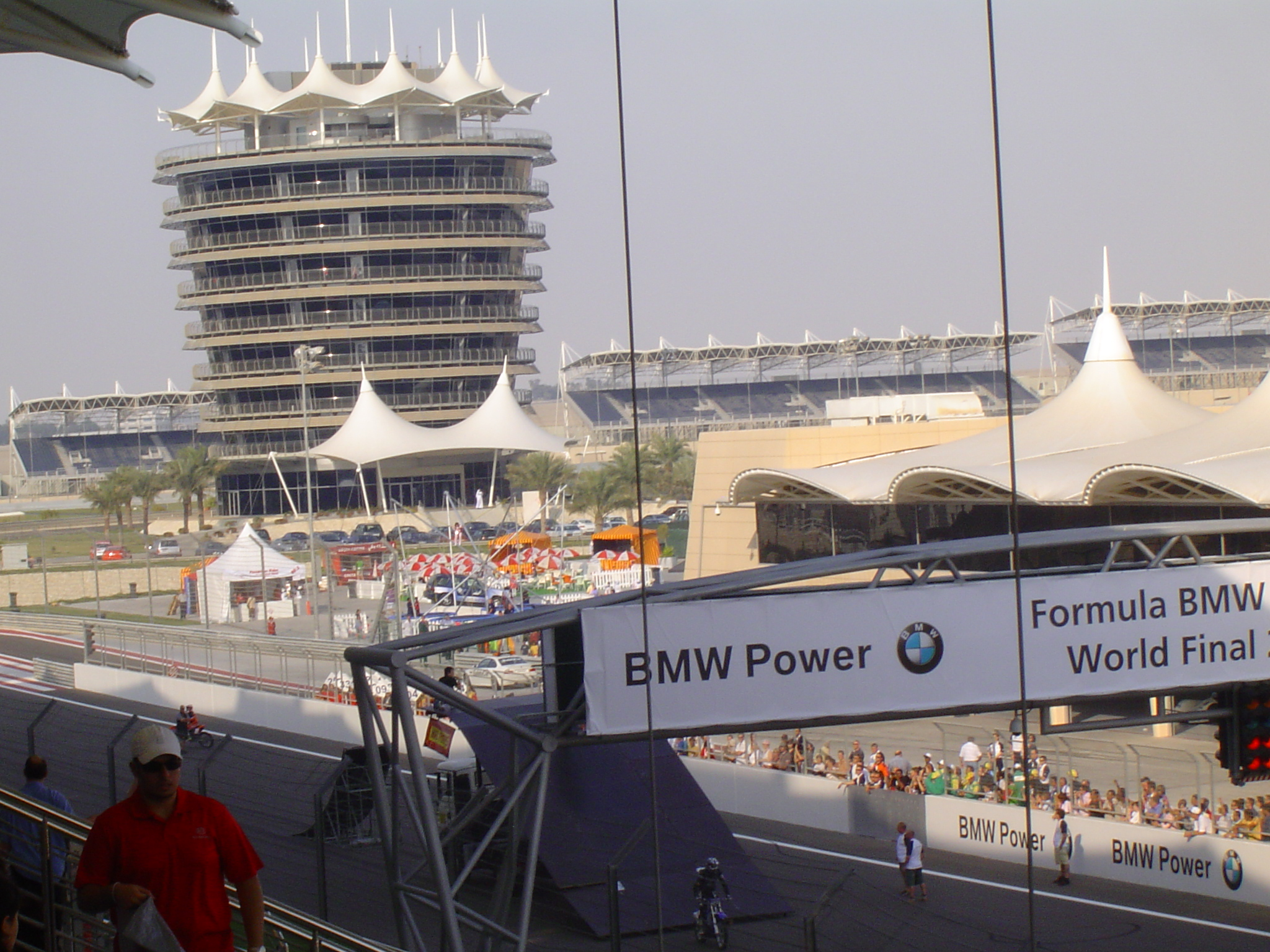
Bahreïn n'accueillera pas la Formule 1 en 2011.

Le Grand Prix de Bahreïn, manche inaugurale de la saison qui devait se dérouler le 13 mars 2011 est, dans un premier temps, annulé le 21 février 2011 en raison de la vague de contestation sociale et politique débutée en février 2011, avant d'être, le 3 juin 2011, reporté au 30 octobre à la place du Grand Prix d'Inde. La réintroduction de l'épreuve suscite le mécontentement de nombreux pilotes et dirigeants d'écuries qui ne voient pas d'un bon œil l'organisation d'un Grand Prix dans un pays en proie à une crise politique.
En réaction, Jean Todt, président de la FIA et Bernie Ecclestone envisagent alors d'annuler l'épreuve. Finalement, le 10 juin, les organisateurs du Grand Prix de Bahreïn annoncent qu'ils renoncent à organiser l'épreuve. Le 15 juin 2011, le Grand Prix de Bahreïn est officiellement retiré du calendrier 2011 par la FIA, après un vote des membres du Conseil Mondial du Sport Automobile. Le Grand Prix d'Inde retrouve sa date initiale du 30 octobre et la dernière course de la saison est confirmée pour le 27 novembre au Brésil.

### Nouvelle condamnation pour le propriétaire de l'écurie de Formule 1 HRT
Le 17 juin 2011, José Ramon Carabante, président de l’équipe Hispania Racing F1 Team, est condamné à trois mois de prison par la justice espagnole pour une fraude commise lors de la vente de terrains à bâtir entre 1997 et 1998. La justice espagnole estime qu'il y a eu détournement de fonds lors de cette vente de terrains qui n'ont jamais vu la construction de maisons,.
José Ramon Carabante a déjà été impliqué dans une affaire judiciaire (« l'affaire Grupo Hispania ») en 2010, où la justice espagnole a démontré que, lors du rachat du Grupo Hispania en 2008, Trinitario Casanova n'avait reçu que 50 des 100 millions d'euros demandés. En décembre 2010, le tribunal d'arbitrage de Madrid a ordonné à Carabante de payer les 47,5 millions d'euros manquants,. José Ramon Carabante indique qu'il vise un développement de son groupe parallèlement dans l'immobilier et en Formule 1 et qu'un nouvel investisseur prendra des parts dans son équipe : « Nous sommes en négociations avancées pour l'entrée d'un investisseur international dans l'entreprise. Il aura une minorité du capital, parce que nous ne vendrons pas plus. Il s'agit d'un investisseur qui aime beaucoup la Formule 1, ce qui sera plus pratique pour nous. »

### Pirelli décide de changer de pneumatiques pour Valence

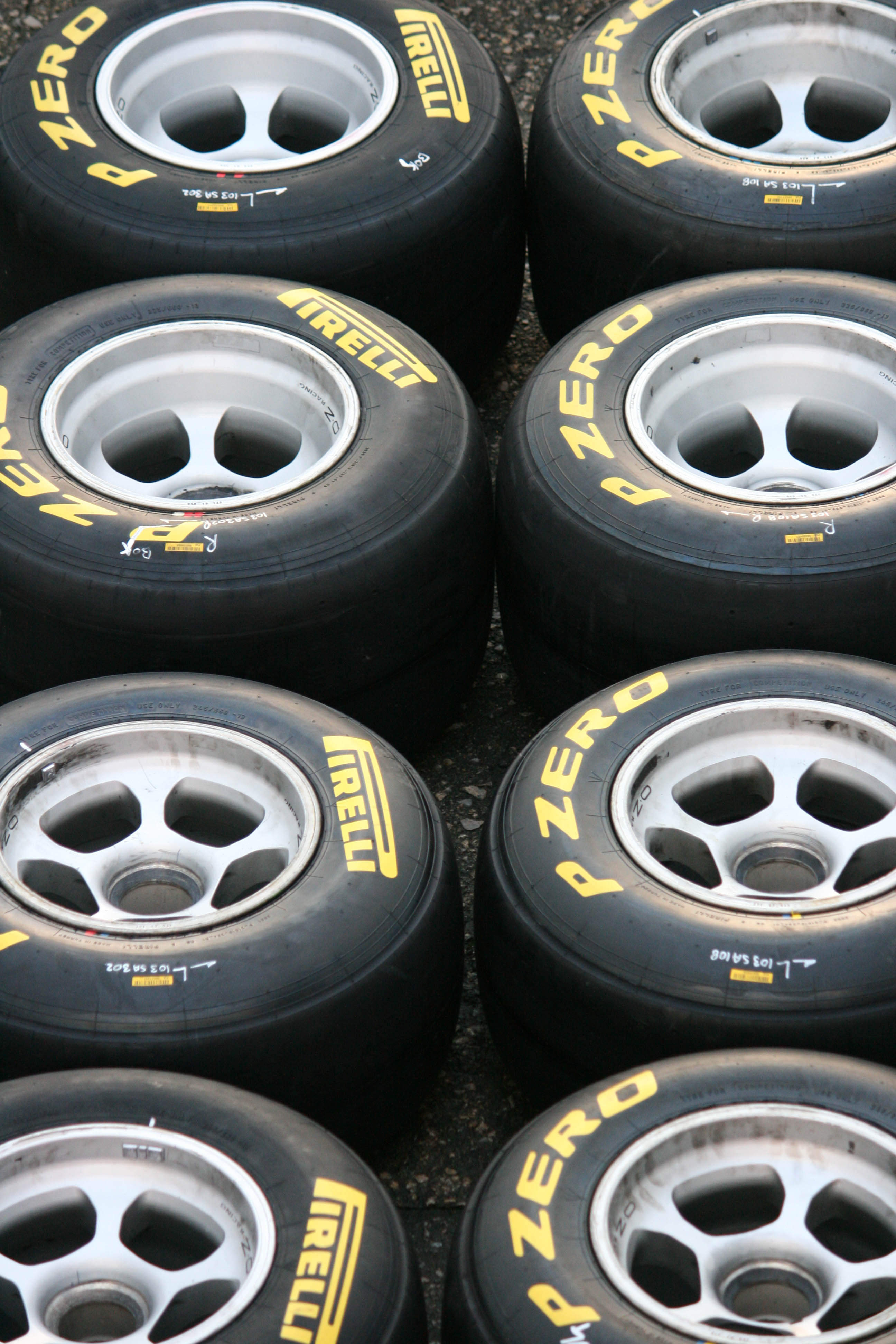
Les pneus tendres Pirelli testés à Valence en février 2011 sont remplacés par des « medium ».

Le 21 juin 2011, Pirelli annonce que les caractéristiques du circuit urbain de Valence impliquent l'introduction du pneumatique « medium », testé lors des essais libres du Grand Prix du Canada, à l'occasion du Grand Prix d’Europe. Ce changement intervient à quelques jours de l'épreuve alors que le manufacturier italien devait initialement fournir des gommes « tendres » et « supertendres », comme à Monaco et au Canada. Pirelli avait pourtant effectué des tests à deux reprises à Valence, mais sur le tracé permanent situé dans la périphérie de la ville et non sur la piste urbaine.
La piste de Valence, en raison de ses nombreux virages de toutes natures et d'une forte proportion du tour en pleine accélération, ne partage que peu de points communs avec les autres circuits urbains. Cette piste « d'accélération-freinage », à changements de direction fréquents sollicite énormément les pneumatiques, d'où la décision de Pirelli de recourir à des gommes plus dures qu'à Monaco,.
Après la course, cependant, Paul Hembery, directeur de la compétition chez Pirelli, déclare que le choix de gommes plus dures a été trop conservateur et que l'utilisation de pneus plus tendres aurait pu légèrement améliorer le spectacle en course : « Peut-être que notre décision de proposer les pneus médiums ici n'a pas aidé. Si nous avions au contraire proposé les pneus les plus tendres de notre gamme, cela n'aurait pas très bien fonctionné non plus à cause des températures trop élevées mais les pilotes auraient été obligés de les utiliser en qualification. En course, ces pneus n'auraient peut-être tenu que huit tours mais cela aurait probablement forcé les pilotes à utiliser les autres pneus en course jusqu'à leur limite. […] Peut-être qu'avec les super tendres nous aurions eu une course plus intéressante mais avec les zones de dépassements qu'il y a ici, j'ai un doute sur le fait que cela aurait été très différent. »,.

### Les deux zones d'emploi du DRS à Valence
Le 20 juin 2011, la FIA annonce que, comme au Grand Prix du Canada, deux zones d'activation du DRS (Drag Reduction System) seront autorisées en course à Valence, sur les deux lignes droites les plus longues. Le point de détection de l'écart d'une seconde en course entre deux voitures est situé juste avant le pont enjambant l'entrée du port, à cent trente mètres du virage 8. Le DRS pourra ensuite être activé sur la ligne droite entre les virages no 10 et no 12 mais également sur la ligne droite entre les virages no 14 et no 17. Comme au Canada, il n'y aura pas de deuxième point de détection entre les deux zones de DRS : si une voiture réussit à en passer une autre dans la première zone, elle pourra toujours utiliser son DRS dans la deuxième pour créer un écart. Le circuit de Valence étant très difficile pour les dépassements, les pilotes pensent que la situation sera améliorée avec cette double possibilité d'utilisation du DRS tout en précisant que c'est dans la seconde ligne droite, plus longue que la première, qu'il sera pleinement efficace,,.
Charlie Whiting, délégué technique de la FIA, n'est pas satisfait de cette mesure : « Je ne pense pas que cela ait fonctionné au Canada. Nous avons expérimenté cette solution mais ce qu'il en ressort c'est qu'un pilote qui a pris l'avantage sur un autre dans le premier secteur peut encore utiliser son DRS dans le deuxième. Nous sommes conscients de cela, nous en avons discuté avec les pilotes et nous sommes arrivés à la conclusion qu'un pilote ne devrait pas pouvoir utiliser son DRS deux fois de suite. Nous devrions avoir deux zones d'activation, deux points de détection et donc deux notifications aux pilotes, mais cela double les chances d'avoir un problème. »

### Usage des diffuseurs soufflés et nouvelle règle sur les cartographies des moteurs

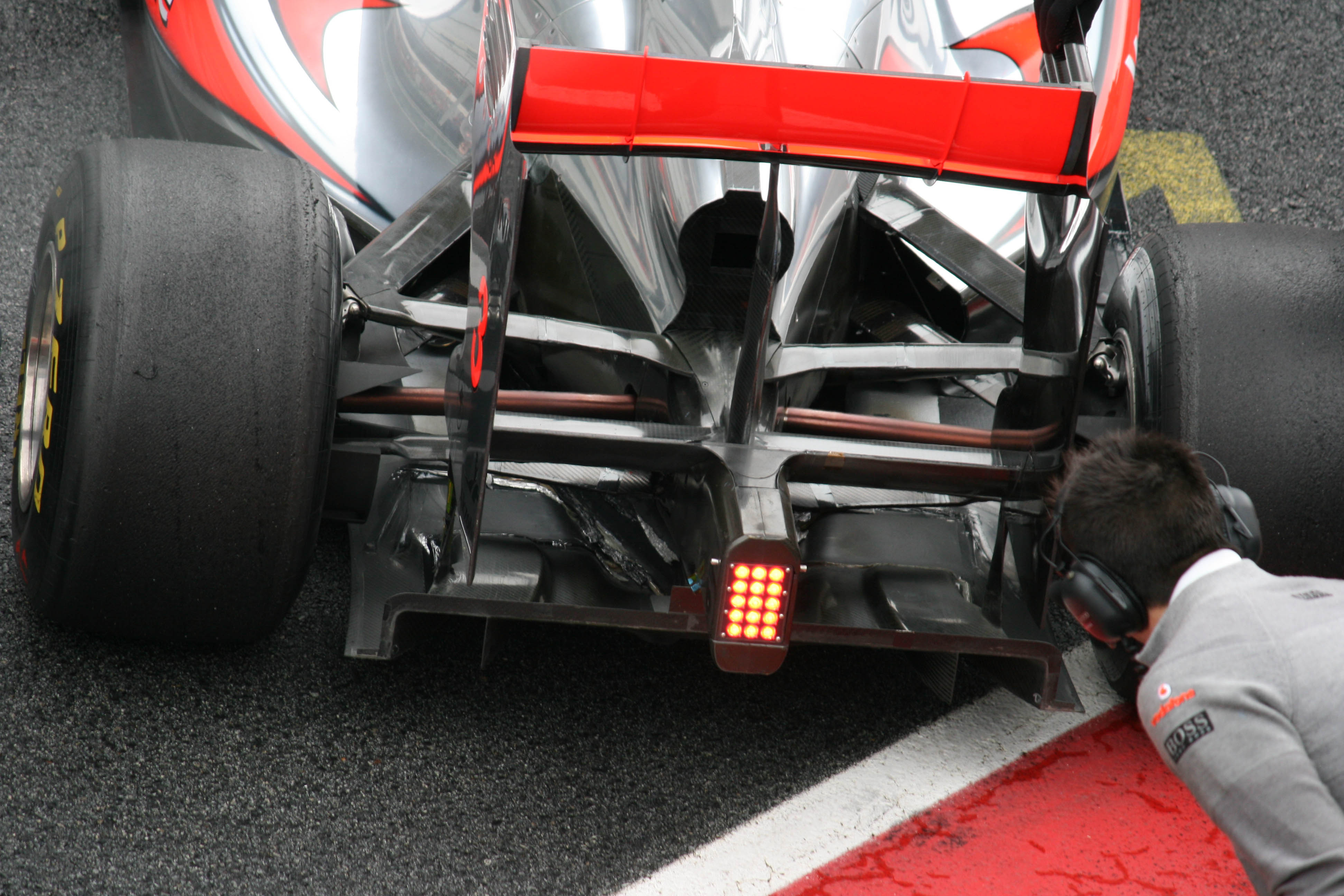
Le diffuseur de la McLaren MP4-26.

Le 17 mai 2011, la FIA décide de brider l'utilisation des diffuseurs soufflés (dont le principe est l'écoulement des gaz d'échappement en continu, même lorsque la pédale d'accélérateur n'est pas enfoncée) à partir du Grand Prix d'Espagne. Elle adresse alors aux équipes la « directive technique 15 » qui spécifie les nouvelles limites autorisées de l'usage du diffuseur soufflé. La FIA souhaite limiter le maintien du flux de gaz d'échappement dans le diffuseur quand le pilote a levé le pied de l'accélérateur par le désengagement de la boîte de l'embrayage. La FIA signifie que désormais, l'ouverture de l'accélérateur au freinage ne pourra excéder 10 % de sa capacité maximum, certaines équipes ayant réussi à conserver 100 % d'ouverture au freinage. La plupart des équipes disposent d'un diffuseur soufflé et sont concernées par cette nouvelle réglementation.
Toutefois, après consultations avec l'ensemble des équipes, la FIA revient sur sa décision d'appliquer le bridage dès le Grand Prix d'Espagne et annonce qu'un groupe technique de travail (« Technical Working Group ») de la FIA se réunira en juin 2011 pour décider d'un bannissement éventuel du système de diffuseur soufflé,. Le « Technical Working Group », composé des directeurs techniques des équipes, et la FIA représentée par Charlie Whiting se réunissent le 16 juin 2011 à Londres pour statuer de l'interdiction des diffuseurs soufflés, qui se fera en deux temps. À partir de Silverstone, les cartographies moteur ne devront pas permettre une ouverture de l'accélérateur supérieure à 10 % lorsque le pilote n'accélère plus. Ensuite, il sera stipulé dans le règlement technique de 2012 voté avant la fin du mois de juin 2010 par la FIA que les échappements devront déboucher obligatoirement vers le haut du capot moteur et non plus dans le diffuseur. La FIA souhaitait initialement que les échappements sortent au-dessus du diffuseur à l'aplomb de l’extrémité de l'aileron arrière mais les directeurs techniques ont convaincu la FIA que faire sortir les gaz vers le haut du capot moteur créait encore moins de possibilités de générer des appuis aérodynamiques supplémentaires,,.
Helmut Marko, conseiller de Red Bull pour le sport automobile, s'étonne de l'interdiction du système en pleine saison alors que d'autres astuces aérodynamiques n'ont, par le passé, été interdites qu'à la fin de la saison : « Des trouvailles, comme le F-duct et le double diffuseur, ont été interdites à la fin d'une saison et maintenant nous voyons cette interdiction en plein milieu de la saison. C'est assez étrange. Ce que nous espérons toutefois c'est que cela nous pénalisera moins que Renault, Mercedes et McLaren. Quant à Ferrari, ils vont certainement en tirer un avantage. »,,, Quelques jours après sa première déclaration, Marko insiste à nouveau sur le fait que cette décision de la FIA favorise énormément Ferrari : « Si les autres ne peuvent pas nous copier, ils demandent pour que nos inventions soient bannies. Ce bannissement favorisera certainement Ferrari et cette décision semble avoir été prise afin de leur donner un avantage. » Christian Horner, directeur principal de Red Bull Racing, partage l'opinion d'Helmut Marko : « Certaines équipes ont évidemment développé ce concept plus que d'autres et sont donc évidemment davantage frustrées par cette limitation. Ce qui est surprenant avec la note de la FIA est qu'elle ne prend pas effet à la fin de la saison, comme avec le F-Duct par exemple, mais au beau milieu du championnat. »
Le 21 juin 2011, Charlie Whiting, délégué technique de la FIA, informe les écuries qu'elles ne sont plus autorisées, dès le Grand Prix de Valence, à utiliser une cartographie moteur différente pour les qualifications et la course. Si cette note autorise une cartographie moteur extrêmement performante pour les qualifications, elle oblige les équipes à utiliser cette même cartographie pour la course, ce qui pourrait provoquer des casses de moteur ou une trop grande consommation d'essence,,.
Cette nouvelle règle pourrait remettre en cause la domination de Red Bull Racing en qualification, Sebastian Vettel et Mark Webber ayant remporté toutes les pole positions depuis le début du championnat. Leur suprématie en qualifications et leur rythme plus lent en course s'expliquerait, selon leur concurrent McLaren, par une cartographie moteur extrême qui joue sur le flux des gaz d'échappement afin de générer beaucoup plus d'appui lors des séances de qualification puis des réglages plus sûrs en course,. Michael Schumacher relativise l'impact de cette décision sur les performances des Red Bull : « C'est un coup dur pour eux mais cela affectera tout le monde. » de même que Fernando Alonso : « Je ne pense pas pouvoir passer en pole juste à cause d’une cartographie moteur. Je ne pense pas que ça changera beaucoup la hiérarchie, peut-être les écarts car Vettel nous mettait parfois huit à neuf dixièmes dans la vue. ». Chez Red Bull, Christian Horner estime qu'il n'y a aucune raison de penser que son écurie sera plus touchée que les autres : « Pour être totalement honnête, l'impact de ce bannissement est impossible à prédire. Nous savons le gain que cela nous procure mais nous ne savons pas combien les autres équipes gagnent avec le diffuseur soufflé. Je pense que cela affectera probablement les écuries de pointe d'une manière similaire, pour être franc l'impact que ce bannissement aura à partir de Silverstone est impossible à prédire. ». Son opinion est partagée par son pilote Mark Webber qui déclare : « Ça ne va pas renverser la grille… »

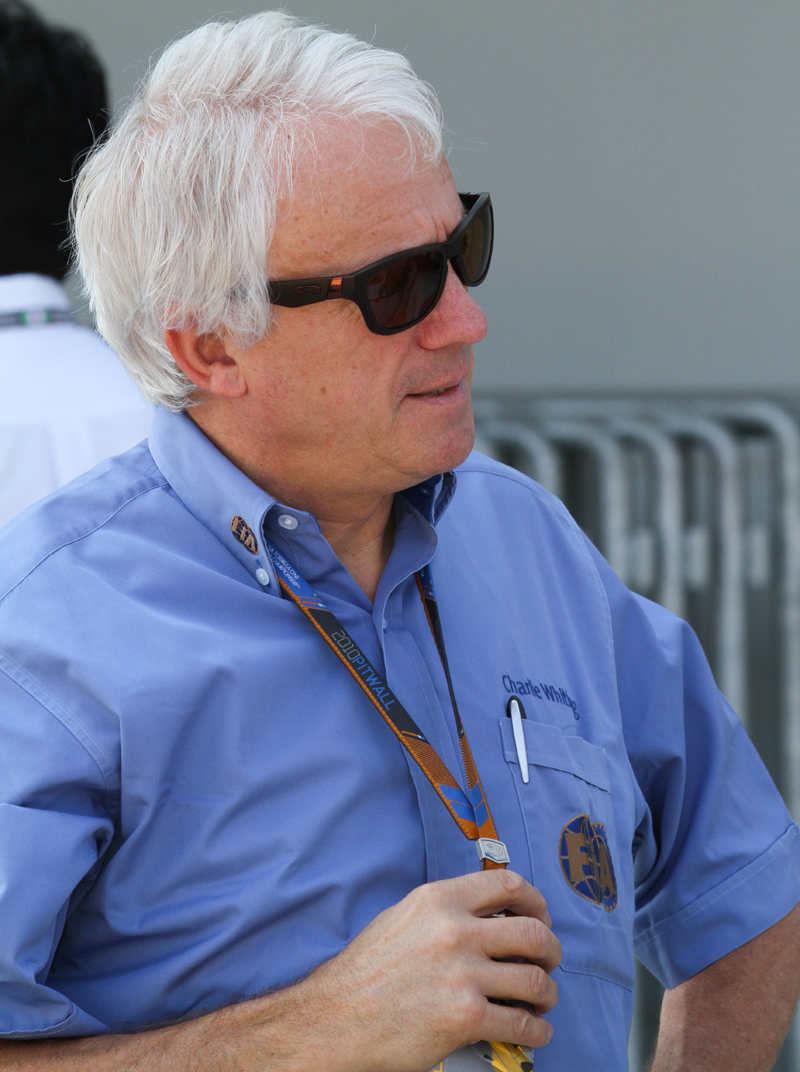
Charlie Whiting est chargé de réglementer l'usage des diffuseurs soufflés et des cartographies des moteurs.

Nick Heidfeld est plus critique face à cette décision : « Le fait que nous ne soyons pas autorisés à changer les réglages entre la qualification et la course va un peu trop loin dans ce que nous pouvons ou ne pouvons pas changer. Par exemple, nous ne serions même pas autorisés à ajuster le limiteur de vitesse entre la qualification et la course, c'est pour ça que ça va trop loin. Dans le passé, nous pouvions changer le différentiel et faire quelques petits ajustements entre la qualification et la course mais ce n’est plus autorisé. Ce n'est pas énorme mais je ne comprends pas. »
Le 25 juin, Charlie Whiting, délégué technique de la FIA, annonce enfin officiellement les raisons qui ont engendré une refonte du règlement : « Tout ce que nous faisons, c'est nous assurer que tout le monde dispose d'une voiture qui est en accord avec la réglementation. Ce n'est pas à nous de dire si une équipe en particulier sera plus handicapée que les autres. Tout dépend jusqu'où elles ont été avec le système. Il est vrai que j'ai vu des cartographies moteur d'un certain nombre d’écuries qui sont vraiment extrêmes. Mais cela ne se limite pas à une seule équipe, je peux vous l'assurer. » Whiting ajoute que la FIA n'est pas intervenue plus tôt car les équipes n'utilisaient pas encore de cartographies extrêmes en début de saison : « Nous savions qu'elles avaient toutes des diffuseurs soufflés mais tout dépendait de comment elles l'utilisaient. Nous savons que les gaz d'échappement ont une influence sur la performance aérodynamique de la voiture. Nous acceptons cela mais le fait est que le design devrait minimiser l'effet que les gaz d'échappement ont sur la voiture afin de respecter l'article 3.15. Les équipes ne devraient pas essayer d'utiliser ces gaz d’échappement pour une raison totalement différente. »,
Peu après ces premières déclarations, lors d'une nouvelle conférence de presse, Charlie Whiting annonce que la Fédération pourrait agir au cas par cas quant à la limitation des diffuseurs soufflés. Jusqu'à présent, la FIA indiquait que l'ouverture des papillons de gaz au freinage ne pourrait plus dépasser 10 % de sa capacité maximale, Whiting précise désormais que cette limite pourrait être revue en fonction des caractéristiques des différents moteurs : « Il y a plusieurs éléments que nous devons encore finaliser. Nous avons eu des réunions avec un certain nombre de motoristes car nous voulons seulement viser ce domaine particulier pour lequel nous estimons qu'il est illégal d'utiliser des cartographies moteur à des fins aérodynamiques. Nous ne voulons pas influencer des systèmes parfaitement légitimes comme le frein moteur. […] Dans le cas du diffuseur soufflé, si un pilote retire son pied de l'accélérateur, nous avons dit que l'accélérateur pourrait être ouvert à 10 % de sa capacité maximale à 12 000 tours par minute et à 20 % à 18 000 tours par minute. Un des motoristes a demandé à avoir une ouverture plus grande et a de bonnes raisons. Nous pouvons regarder les cartographies qui étaient utilisées avant l'arrivée du diffuseur soufflé en 2009, nous pouvons nous y référer et, s'ils avaient besoin en 2009 d'une ouverture à 20 % à 18 000 tours par minute, alors c'est parfaitement légitime. Cela nous paraît être une demande parfaitement raisonnable. »,

## Essais libres

### Première séance
| Pos. | Pilote          | Voiture          | Chrono         | Écart     |
| ---- | --------------- | ---------------- | -------------- | --------- |
| 1    | Mark Webber     | Red Bull-Renault | 1 min 40 s 403 |           |
| 2    | Vitaly Petrov   | Renault          | 1 min 41 s 227 | + 0 s 824 |
| 3    | Fernando Alonso | Ferrari          | 1 min 41 s 239 | + 0 s 836 |
| 4    | Lewis Hamilton  | McLaren-Mercedes | 1 min 41 s 510 | + 1 s 107 |
| 5    | Nick Heidfeld   | Renault          | 1 min 41 s 580 | + 1 s 177 |
| 6    | Felipe Massa    | Ferrari          | 1 min 41 s 758 | + 1 s 355 |

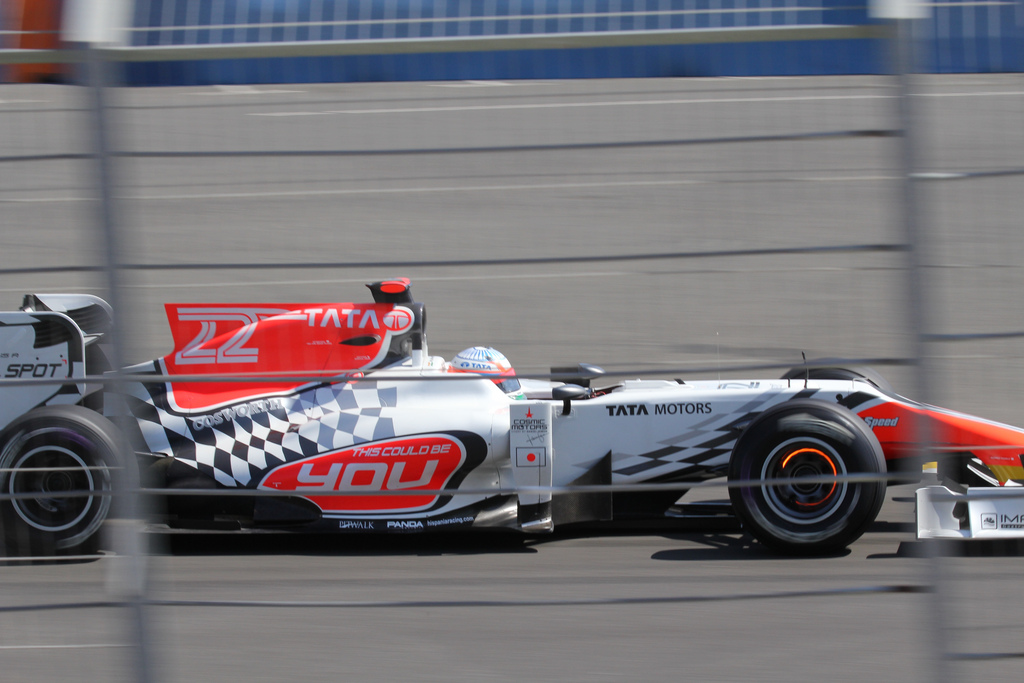
Narain Karthikeyan sur le circuit de Valence.

La température ambiante est de 25 °C et celle de la piste de 28 °C au départ de la première séance d'essais libres du Grand Prix d'Europe. Nico Rosberg signe le premier tour chronométré en 2 min 06 s 412, temps modeste qui tient pourtant pendant une dizaine de minutes, peu de pilotes étant en piste. Nico Hülkenberg tourne alors en 1 min 46 s 302 et améliore son temps en 1 min 44 s 929 puis 1 min 43 s 769. La piste est sale et glissante, Hülkenberg commet ensuite une erreur de pilotage au freinage et s'écrase dans le mur, endommageant sa suspension arrière gauche,,,.
Alors qu'il reste une heure dans cette séance, Pastor Maldonado prend la tête du classement en 1 min 43 s 455 mais est battu par Michael Schumacher en 1 min 43 s 050, Felipe Massa en 1 min 42 s 530, Fernando Alonso (1 min 41 s 683 puis 1 min 41 s 239) et enfin Mark Webber à trois reprises : 1 min 40 s 852, 1 min 40 s 597 et 1 min 40 s 403,,.
Karun Chandhok, qui a remplacé Jarno Trulli lors de cette séance d'essais, n'a pratiquement pas tourné, sa monoplace étant victime de problèmes récurrents,,. Timo Glock a vu sa séance interrompue après avoir perdu le contrôle de sa voiture en escaladant un vibreur : sa Marussia Virgin Racing est restée coincée en travers au milieu du circuit. Sergio Pérez, qui a été déclaré apte à participer au Grand Prix d'Europe après avoir manqué deux Grands Prix de suite en raison de sa violente sortie de piste à Monaco, est encore affecté par son accident et a encore été pris d'étourdissements : « Au début de la première session libre, j'ai encore été pris d'étourdissements mais plus la séance passait, mieux ça allait. À la fin, je me sentais en pleine forme. Pour samedi, j'espère être à 100 %. Je pense que ce qui m'arrive est normal, mon corps doit se réhabituer. »
Kamui Kobayashi et Narain Karthikeyan ont tous deux reçu une amende pour avoir dépassé la vitesse maximale autorisée de 60 km/h dans la voie des stands, enfreignant l'article 30.12 du règlement sportif de la Formule 1. Kobayashi a été flashé à 63,6 km/h (800 euros d'amende) et Karthikeyan, qui a dépassé la vitesse de plus de 5,1 km/h, a reçu une amende de 1 200 euros.
- Nico Hülkenberg, pilote essayeur chez Force India, a remplacé Paul di Resta lors de cette séance d'essais.
- Daniel Ricciardo, pilote essayeur chez Toro Rosso, a remplacé Sébastien Buemi lors de cette séance d'essais.
- Karun Chandhok, pilote essayeur chez Team Lotus, a remplacé Jarno Trulli lors de cette séance d'essais.

### Deuxième séance
| Pos. | Pilote             | Voiture          | Chrono         | Écart     |
| ---- | ------------------ | ---------------- | -------------- | --------- |
| 1    | Fernando Alonso    | Ferrari          | 1 min 37 s 968 |           |
| 2    | Lewis Hamilton     | McLaren-Mercedes | 1 min 38 s 195 | + 0 s 227 |
| 3    | Sebastian Vettel   | Red Bull-Renault | 1 min 38 s 265 | + 0 s 297 |
| 4    | Michael Schumacher | Mercedes         | 1 min 38 s 315 | + 0 s 347 |
| 5    | Felipe Massa       | Ferrari          | 1 min 38 s 443 | + 0 s 475 |
| 6    | Jenson Button      | McLaren-Mercedes | 1 min 38 s 483 | + 0 s 515 |

La température est de 26 °C dans l'air et 38 °C sur la piste au départ de la deuxième séance d'essais libres du Grand Prix. Les pilotes s'élancent immédiatement en piste pour leur tour d'installation et Vitaly Petrov signe un premier temps de référence en 1 min 42 s 232, battu quelques instants plus tard par Felipe Massa en 1 min 42 s 048,.
Plusieurs pilotes prennent ensuite la tête de la session : Nick Heidfeld tourne en 1 min 41 s 678, Massa en 1 min 40 s 857, Fernando Alonso en 1 min 40 s 492 puis Sebastian Vettel signe à trois reprises le meilleur tour (1 min 40 s 062, 1 min 39 s 790 puis 1 min 39 s 709.
Vettel devance alors Webber, Alonso, Massa, Pastor Maldonado, Heidfeld, Lewis Hamilton, Petrov, Rubens Barrichello, Adrian Sutil, Jenson Button et Sergio Pérez. Alors qu'il reste cinquante minutes dans cette séance, les pilotes chaussent leurs pneus tendres, beaucoup plus performants que les pneus durs proposés ici par Pirelli. Avec ces gommes tendres, Nick Heidfeld prend la tête du classement en 1 min 39 s 040 à quarante minutes du terme de la séance,.
Nico Rosberg bat son compatriote en tournant en 1 min 39 s 012 mais ce temps est ensuite amélioré par Mark Webber (1 min 38 s 531), Vettel (1 min 38 s 265), Hamilton (1 min 38 s 195) et finalement par Fernando Alonso à deux reprises : 1 min 38 s 184 puis 1 min 37 s 968,.
Jaime Alguersuari n'a pas pris part à la session à cause de problèmes sur son moteur tandis que Paul di Resta est resté très longtemps au stand et n'a pris la piste qu'à dix minutes du drapeau à damier car sa monoplace devait être réparée à la suite de la sortie de piste de Nico Hülkenberg le matin,,,.

### Troisième séance
| Pos. | Pilote           | Voiture          | Chrono         | Écart     |
| ---- | ---------------- | ---------------- | -------------- | --------- |
| 1    | Sebastian Vettel | Red Bull-Renault | 1 min 37 s 258 |           |
| 2    | Fernando Alonso  | Ferrari          | 1 min 37 s 678 | + 0 s 420 |
| 3    | Felipe Massa     | Ferrari          | 1 min 37 s 840 | + 0 s 582 |
| 4    | Mark Webber      | Red Bull-Renault | 1 min 38 s 068 | + 0 s 810 |
| 5    | Jenson Button    | McLaren-Mercedes | 1 min 38 s 326 | + 1 s 068 |
| 6    | Nico Rosberg     | Mercedes         | 1 min 38 s 580 | + 1 s 322 |

La température est de 26 °C dans l'air et 34 °C sur la piste au départ de la troisième et dernière séance d'essais libres. Les pilotes s'élancent immédiatement les uns après les autres pour boucler leur premier tour d'installation mais il faut attendre plus d'un quart d'heure pour que Nick Heidfeld signe le premier temps de référence en 1 min 41 s 903, qu'il améliore en 1 min 41 s 112.
Ce temps est successivement battu par Felipe Massa (1 min 40 s 891), Fernando Alonso (1 min 39 s 743 puis 1 min 39 s 506) et Sebastian Vettel (1 min 38 s 999 puis 1 min 38 s 694).
En fin de séance, les pilotes délaissent leurs pneus les plus durs pour chausser des gommes plus tendres. Nico Rosberg prend alors la tête du classement en 1 min 38 s 580. Plusieurs pilotes se relaient ensuite en tête : Massa tourne en 1 min 38 s 277, son coéquipier Alonso en 1 min 37 s 678. Vettel, au volant d'une RB7 qui ne semble pas perturbée par la nouvelle réglementation, signe alors le record du tour du circuit de Valence en 1 min 37 s 258. Il devance Alonso, Massa, Mark Webber, Jenson Button, Rosberg, Lewis Hamilton, Michael Schumacher, Vitaly Petrov et Heidfeld,,,.
Dans les derniers instants de la séance, Kamui Kobayashi, victime d'une crevaison lente, fait une légère sortie de piste et touche le mur, sans que cela ne pose de conséquence pour la session de qualification de l'après-midi,,,.

## Séance de qualifications

### Résultats des qualifications

#### Session Q1
La première partie des qualifications, d'une durée de vingt minutes, commence sous un ciel dégagé, la température ambiante est de 26 °C et celle de la piste est de 44 °C. Les pilotes s'élancent très vite, en pneus durs pour les meilleurs et en pneus tendres pour ceux qui cherchent à entrer dans les 107 % qualificatifs,,.
Mark Webber signe le premier temps de référence en 1 min 40 s 429, temps battu par son coéquipier Sebastian Vettel en 1 min 39 s 965 puis par Jenson Button en 1 min 39 s 605. Vettel reprend son bien en 1 min 39 s 356 mais Lewis Hamilton améliore en 1 min 39 s 244. Vettel signe à nouveau le meilleur temps (1 min 39 s 116) mais Felipe Massa, en pneus tendres, réalise un tour en 1 min 38 s 413. Sergio Pérez et Sébastien Buemi chaussent à leur tour des pneus tendres en fin de séance et forcent d'autres pilotes à faire de même, sous peine d'élimination précoce. Cette stratégie provoque la confusion chez les écuries de tête, Mark Webber étant alors relégué à la seizième place,.
À l'issue de la phase Q1, les sept pilotes éliminés sont Narain Karthikeyan, Vitantonio Liuzzi, Timo Glock, Jérôme d'Ambrosio, Jarno Trulli, Heikki Kovalainen et Jaime Alguersuari,.

#### Session Q2
Les dix-sept pilotes qualifiés pour cette session chaussent tous des pneus tendres et Felipe Massa signe le premier temps significatif en 1 min 38 s 566. Ce temps ne tient que quelques secondes car Fernando Alonso tourne en 1 min 37 s 930 et Sebastian Vettel en 1 min 37 s 305,.
Pastor Maldonado part alors en tête-à-queue et sa Williams reste immobilisée au milieu de la piste, provoquant un drapeau rouge,. La séance est relancée quelques instants plus tard, pour huit minutes. Les six premiers, Vettel, Lewis Hamilton, Jenson Button, Alonso, Mark Webber et Nico Rosberg choisissent de rester au stand, laissant leurs adversaires tenter de se qualifier,.
À l'issue de la phase Q2, les sept pilotes éliminés sont Sébastien Buemi, Sergio Pérez, Pastor Maldonado, Kamui Kobayashi, Rubens Barrichello, Paul di Resta et Vitaly Petrov,.

#### Session Q3
À l'ouverture de la dernière partie des qualifications, seuls les pilotes Red Bull Racing, McLaren et Ferrari prennent la piste. Fernando Alonso prend la tête du classement avec un tour bouclé en 1 min 37 s 454 mais Lewis Hamilton fait mieux en 1 min 37 s 380 avant que Vettel ne signe un tour en 1 min 36 s 975,.
Les deux pilotes Mercedes s'élancent alors tandis que Nick Heidfeld et Adrian Sutil préfèrent ne pas monter en piste pour prendre le départ le lendemain avec des pneus neufs,. Huit pilotes sont donc en lice en fin de session mais aucun d'entre eux ne parvient à améliorer le temps de Vettel, qui signe sa septième pole position de la saison,,.

### Grille de départ

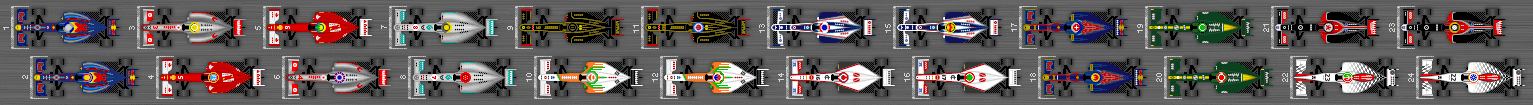
La grille de qualification du Grand Prix d'Europe.

| Pos.                                                                                      | Pilote                  | Écurie               | Qualifications 1 | Qualifications 2 | Qualifications 3 |
| ----------------------------------------------------------------------------------------- | ----------------------- | -------------------- | ---------------- | ---------------- | ---------------- |
| 1                                                                                         | Sebastian Vettel SREC   | Red Bull-Renault     | 1 min 39 s 116   | 1 min 37 s 305   | 1 min 36 s 975   |
| 2                                                                                         | Mark Webber SREC        | Red Bull-Renault     | 1 min 39 s 956   | 1 min 38 s 058   | 1 min 37 s 163   |
| 3                                                                                         | Lewis Hamilton SREC     | McLaren-Mercedes     | 1 min 39 s 244   | 1 min 37 s 727   | 1 min 37 s 380   |
| 4                                                                                         | Fernando Alonso SREC    | Ferrari              | 1 min 39 s 725   | 1 min 37 s 930   | 1 min 37 s 454   |
| 5                                                                                         | Felipe Massa SREC       | Ferrari              | 1 min 38 s 413   | 1 min 38 s 566   | 1 min 37 s 535   |
| 6                                                                                         | Jenson Button SREC      | McLaren-Mercedes     | 1 min 39 s 453   | 1 min 37 s 749   | 1 min 37 s 645   |
| 7                                                                                         | Nico Rosberg SREC       | Mercedes             | 1 min 39 s 266   | 1 min 38 s 373   | 1 min 38 s 231   |
| 8                                                                                         | Michael Schumacher SREC | Mercedes             | 1 min 39 s 198   | 1 min 38 s 365   | 1 min 38 s 240   |
| 9                                                                                         | Nick Heidfeld SREC      | Renault              | 1 min 39 s 877   | 1 min 38 s 781   | Pas de temps     |
| 10                                                                                        | Adrian Sutil SREC       | Force India-Mercedes | 1 min 39 s 329   | 1 min 39 s 034   | Pas de temps     |
| 11                                                                                        | Vitaly Petrov SREC      | Renault              | 1 min 39 s 690   | 1 min 39 s 068   |                  |
| 12                                                                                        | Paul di Resta SREC      | Force India-Mercedes | 1 min 39 s 852   | 1 min 39 s 422   |                  |
| 13                                                                                        | Rubens Barrichello SREC | Williams-Cosworth    | 1 min 39 s 602   | 1 min 39 s 489   |                  |
| 14                                                                                        | Kamui Kobayashi SREC    | Sauber-Ferrari       | 1 min 40 s 131   | 1 min 39 s 525   |                  |
| 15                                                                                        | Pastor Maldonado SREC   | Williams-Cosworth    | 1 min 39 s 690   | 1 min 39 s 645   |                  |
| 16                                                                                        | Sergio Pérez SREC       | Sauber-Ferrari       | 1 min 39 s 494   | 1 min 39 s 657   |                  |
| 17                                                                                        | Sébastien Buemi SREC    | Toro Rosso-Ferrari   | 1 min 39 s 679   | 1 min 39 s 711   |                  |
| 18                                                                                        | Jaime Alguersuari SREC  | Toro Rosso-Ferrari   | 1 min 40 s 232   |                  |                  |
| 19                                                                                        | Heikki Kovalainen       | Lotus-Renault        | 1 min 41 s 664   |                  |                  |
| 20                                                                                        | Jarno Trulli            | Lotus-Renault        | 1 min 42 s 234   |                  |                  |
| 21                                                                                        | Timo Glock              | Virgin-Cosworth      | 1 min 42 s 553   |                  |                  |
| 22                                                                                        | Vitantonio Liuzzi       | HRT-Cosworth         | 1 min 43 s 584   |                  |                  |
| 23                                                                                        | Jérôme d'Ambrosio       | Virgin-Cosworth      | 1 min 43 s 735   |                  |                  |
| 24                                                                                        | Narain Karthikeyan      | HRT-Cosworth         | 1 min 44 s 363   |                  |                  |
| Temps minimal à réaliser pour la qualification : 1 min 45 s 301 (107 % de 1 min 38 s 413) |                         |                      |                  |                  |                  |

## Course

### Déroulement de l'épreuve
Heinz-Harald Frentzen (156 départs en Grands Prix de Formule 1, 3 victoires, 18 podiums, 2 pole positions et 174 points inscrits) a été nommé conseiller par la FIA pour aider dans leurs jugements le groupe des commissaires de course lors de ce Grand Prix. Il avait déjà officié en tant que quatrième commissaire en 2010, également lors du Grand Prix d'Europe à Valence,.
La température ambiante est de 28 °C et la piste est à 45 °C au départ du Grand Prix. À l'extinction des feux, les Red Bull prennent un excellent départ et sont en tête dans le premier virage. Les deux Ferrari suivent : Felipe Massa tente un dépassement sur Mark Webber mais l'Australien le serre à l'intérieur avant le premier virage, Massa perdant sa troisième place au profit de Fernando Alonso qui a choisi une trajectoire extérieure. Lewis Hamilton chute d'emblée au cinquième rang. Au premier passage sur la ligne de chronométrage, Sebastian Vettel devance Mark Webber, Fernando Alonso, Felipe Massa, Hamilton, Nico Rosberg, Jenson Button, Michael Schumacher, Adrian Sutil et Nick Heidfeld,,.
Après cinq tours, Vettel a creusé un léger écart, avec 2 secondes d'avance sur son coéquipier, 3 secondes sur Alonso, 5 secondes sur Massa, 6 secondes sur Hamilton et 12 secondes sur Rosberg et Button, qui prend l'avantage sur son rival quelques instants plus tard. Fernando Alonso hausse son rythme et se rapproche peu à peu de Webber. L'écart se stabilise ensuite entre les deux pilotes Red Bull qui réalisent à tour de rôle le meilleur tour en course. Au huitième tour, l'écart entre Fernando Alonso et Mark Webber est de moins d'une seconde : Alonso peut désormais engager son « Drag Reduction System » pour accroître ses chances de dépassement dans les deux zones du circuit concernées,.
Pastor Maldonado change ses pneus le premier au dixième tour de course. Il est imité au tour suivant par Nick Heidfeld, Rubens Barrichello et Kamui Kobayashi. Hamilton, Rosberg et Sutil s'arrêtent au douzième tour, Webber au treizième, Vettel, Alonso, Button, Schumacher, Paul di Resta, Sébastien Buemi, Heikki Kovalainen et Narain Karthikeyan au tour suivant. Massa, Petrov, Liuzzi s'arrêtent au quinzième tour, de même que Schumacher qui change également son avant abîmé dans un accrochage avec Petrov dont il assume la pleine responsabilité,,,,.
Au dix-septième tour, Vettel précède Webber, Alonso, Hamilton, Massa, Button, Rosberg, Alguersuari, Sutil et Heidfeld. Fernando Alonso, pilote le plus rapide en piste, prend l'avantage sur Webber au vingtième tour et se lance immédiatement à la poursuite de Sebastian Vettel, qui augmente aussitôt son rythme,,. À la sortie des stands, Michael Schumacher est victime d'une touchette avec Vitaly Petrov qui casse son aileron. Le pilote allemand repasse par son stand au tour suivant pour le remplacer et perd tout espoir de bien figurer au classement de la course. Jenson Button est victime d'un problème au niveau de son SREC qui ne fonctionne plus tandis que son coéquipier Hamilton se voit intimer l'ordre de réduire son rythme pour éviter une trop rapide dégradation de ses pneumatiques.
Hamilton, qui a totalement détruit ses pneus doit rentrer au stand au vingt-quatrième tour, Sergio Pérez s'arrêtant au suivant. Au trentième tour, la seconde salve d'arrêts aux stands est lancée et, grâce à un tour de sortie des stands très rapide, Mark Webber reprend la seconde position à Alonso pour quelques dixièmes. Felipe Massa, qui s'est arrêté alors qu'il était en seconde position, perd de précieuses secondes car l'écrou de la roue arrière gauche a échappé au mécanicien qui doit le ramasser et le réintroduire dans le pistolet pneumatique avant de pouvoir libérer le Brésilien. Schumacher, qui s'arrête au trente-et-unième tour, est le dernier de cette seconde salve. Au trente-troisième passage, Vettel devance Webber, Alonso, Hamilton, Massa, Button, Alguersuari, Rosberg, Sutil et Heidfeld. Parmi les dix premiers, seul Alguersuari ne s'est arrêté qu'une seule fois. Au trente-huitième tour, quatre secondes séparent les trois premiers de la course,,.
Vitaly Petrov effectue son dernier arrêt au trente-neuvième tour et déclenche la dernière salve d'arrêts au stand. Nick Heidfeld et Rubens Barrichello stoppent au tour suivant, Webber, Hamilton, Alguersuari au quarante-deuxième tour, Sutil, Kovalainen, di Resta, Maldonado au quarante-quatrième, Alonso, Rosberg, Buemi au quarante-cinquième. Alonso est resté en piste le plus longtemps possible et, après son arrêt, repart devant Mark Webber qui a hérité d'un trafic trop important pour conserver sa deuxième place. Sebastian Vettel s'arrête au quarante-septième tour et, au moment d'entrer dans la voie des stands, possède une confortable avance de 28 secondes sur son plus proche poursuivant. Massa et Button s'arrêtent en dernier, au quarante-huitième tour.
Sebastian Vettel contrôle parfaitement son écart avec Fernando Alonso : de huit decondes à son retour en piste après son arrêt au stand, il s'établit à 10 secondes sur la ligne d'arrivée. À trois tours du terme, Webber est victime de problèmes techniques sur sa monoplace et tourne très lentement, en 1 min 46 s au tour quand Vettel et Alonso tournent en 1 min 41 s. L'Australien possède toutefois une marge suffisante sur Lewis Hamilton pour conserver sa place sous le drapeau à damier.
Ainsi, Vettel signe sa sixième victoire de l'année et le second hat-trick de sa carrière. Alonso termine à la deuxième place, tandis que Webber complète le podium. Suivent ensuite, pour les points, Hamilton, Massa, Button, Rosberg, Alguersuari, Sutil et Heidfeld,,,,,,,. Pour la première fois de la saison, toutes les voitures ont rallié l'arrivée,,.

### Classement de la course
| Pos. | no | Pilote                  | Écurie               | Tours | Temps/Abandon                      | Grille | Points |
| ---- | -- | ----------------------- | -------------------- | ----- | ---------------------------------- | ------ | ------ |
| 1    | 1  | Sebastian Vettel SREC   | Red Bull-Renault     | 57    | 1 h 39 min 36 s 169 (186,069 km/h) | 1      | 25     |
| 2    | 5  | Fernando Alonso SREC    | Ferrari              | 57    | + 10 s 891                         | 4      | 18     |
| 3    | 2  | Mark Webber SREC        | Red Bull-Renault     | 57    | + 27 s 255                         | 2      | 15     |
| 4    | 3  | Lewis Hamilton SREC     | McLaren-Mercedes     | 57    | + 46 s 190                         | 3      | 12     |
| 5    | 6  | Felipe Massa SREC       | Ferrari              | 57    | + 51 s 705                         | 5      | 10     |
| 6    | 4  | Jenson Button SREC      | McLaren-Mercedes     | 57    | + 1 min 00 s 065                   | 6      | 8      |
| 7    | 8  | Nico Rosberg SREC       | Mercedes             | 57    | + 1 min 38 s 090                   | 7      | 6      |
| 8    | 19 | Jaime Alguersuari SREC  | Toro Rosso-Ferrari   | 56    | + 1 tour                           | 18     | 4      |
| 9    | 14 | Adrian Sutil SREC       | Force India-Mercedes | 56    | + 1 tour                           | 10     | 2      |
| 10   | 9  | Nick Heidfeld SREC      | Renault              | 56    | + 1 tour                           | 9      | 1      |
| 11   | 17 | Sergio Pérez SREC       | Sauber-Ferrari       | 56    | + 1 tour                           | 16     |        |
| 12   | 11 | Rubens Barrichello SREC | Williams-Cosworth    | 56    | + 1 tour                           | 13     |        |
| 13   | 18 | Sébastien Buemi SREC    | Toro Rosso-Ferrari   | 56    | + 1 tour                           | 17     |        |
| 14   | 15 | Paul di Resta SREC      | Force India-Mercedes | 56    | + 1 tour                           | 12     |        |
| 15   | 10 | Vitaly Petrov SREC      | Renault              | 56    | + 1 tour                           | 11     |        |
| 16   | 16 | Kamui Kobayashi SREC    | Sauber-Ferrari       | 56    | + 1 tour                           | 14     |        |
| 17   | 7  | Michael Schumacher SREC | Mercedes             | 56    | + 1 tour                           | 8      |        |
| 18   | 12 | Pastor Maldonado SREC   | Williams-Cosworth    | 56    | + 1 tour                           | 15     |        |
| 19   | 20 | Heikki Kovalainen       | Lotus-Renault        | 55    | + 2 tours                          | 19     |        |
| 20   | 21 | Jarno Trulli            | Lotus-Renault        | 55    | + 2 tours                          | 20     |        |
| 21   | 24 | Timo Glock              | Virgin-Cosworth      | 55    | + 2 tours                          | 21     |        |
| 22   | 25 | Jérôme d'Ambrosio       | Virgin-Cosworth      | 55    | + 2 tours                          | 23     |        |
| 23   | 23 | Vitantonio Liuzzi       | HRT-Cosworth         | 54    | + 3 tours                          | 22     |        |
| 24   | 22 | Narain Karthikeyan      | HRT-Cosworth         | 54    | + 3 tours                          | 24     |        |

### Pole position et record du tour
Sebastian Vettel signe la vingt-deuxième pole position de sa carrière, sa deuxième sur le tracé de Valencia. Il signe également le septième meilleur tour en course de sa carrière, son premier sur ce circuit. Grâce à sa victoire, sa pole position et le meilleur tour en course, il réalise le deuxième hat-trick de sa carrière en Formule 1.
- Pole position :  Sebastian Vettel (Red Bull-Renault) en 1 min 36 s 975 (201,169 km/h)[97],[98].
- Meilleur tour en course :  Sebastian Vettel (Red Bull-Renault) en 1 min 41 s 852 (191,537 km/h) au cinquante-troisième tour[99],[100].

### Tours en tête
Parti de la pole position, Sebastian Vettel reste en tête de la course jusqu'à son arrêt au stand. Felipe Massa prend alors le commandement de l'épreuve jusqu'à son propre arrêt, au tour suivant. Vettel récupère la tête jusqu'au drapeau à damier,.
- Sebastian Vettel : 56 tours (1-13 / 15-57)
- Felipe Massa : 1 tour (14)

## Après-course

### Écuries sur le podium
Sebastian Vettel signe sa sixième victoire de la saison mais, s'il a mené de bout en bout, Fernando Alonso et Mark Webber ont longtemps été menaçants : « Peut-être que de l'extérieur cette course a semblé ennuyeuse mais je l'ai beaucoup appréciée. Les voitures qui me suivaient me mettaient bien sûr beaucoup de pression à différents moments de cette course car les stratégies de Mark et de Fernando étaient un peu différentes de la mienne. Parfois ils changeaient leurs pneus un peu avant moi et parfois un peu plus tard et même si j'avais toujours un petit avantage avant de m'arrêter, ils étaient très proches lorsque je remontais en piste. » L'Allemand ne considère pourtant pas que le titre est désormais gagné : « On a fait un début de saison phénoménal. Il faut continuer comme ça, prendre tout ce qu'il y a à prendre lors de chaque course. Je n'ai plus à prendre autant de risques mais mon objectif reste de gagner des courses. […] Si on a la chance de gagner une course, on la saisit. Et si un jour vient où on ne sera plus assez compétitif pour ça et qu'on ne peut viser qu'une troisième place alors il faut se fixer comme objectif de finir troisième et pas septième. ». Mark Webber termine sur le podium, derrière Fernando Alonso qui a réussi à lui prendre la deuxième place une première fois en piste puis une deuxième fois après le dernier arrêt au stand. Malgré sa déception, l'Australien est heureux d'avoir réalisé une course solide, proche des performances de son équipier : « J'aurai dû finir à la deuxième place mais on n'a pas réussi. C'était assez proche entre Sebastian, Fernando et moi, ma meilleure course de l'année pour être honnête. C'est ma faute si j'ai perdu la deuxième place, j'ai été trop prudent avec les pneus durs à ma sortie des stands, Fernando est resté plus longtemps en piste avec les tendres, a été plus vite, et m'a repris la deuxième place. À la fin, ma boîte de vitesses commençait à me jouer des tours alors j'ai amené la voiture à l'arrivée sans forcer parce que j'avais un bon écart sur les McLaren. […] Cela va mieux avec les pneus. On a vu aujourd'hui que j'étais plus proche de Sebastian que je ne l'ai été depuis un bout de temps. […] Je suis heureux de mes performances et j'espère qu'à la prochaine course ce sera encore mieux pour moi. »
Fernando Alonso, avant le Grand Prix, déclarait que la Scuderia Ferrari s'était rapprochée de ses adversaires et qu'il visait le podium à Valence. Toutefois, il ne pensait pas, à la régulière, terminer à la deuxième place, entre les deux pilotes Red Bull, même s'il n'a jamais inquiété Sebastian Vettel : « Ce fut une course intéressante avec ma bataille avec Webber qui a duré toute la course. Au début, j'étais derrière lui, j'essayais de rester à sa portée et j'ai bénéficié d'une opportunité pour le dépasser en piste au virage 12, après le premier arrêt. Malheureusement après ils ont fait un deuxième super arrêt et il est repassé devant moi. On a mis en place une bonne stratégie avec l'équipe pour récupérer la deuxième place au dernier arrêt. On s'est échangé les positions plusieurs fois avec Mark et finalement deuxième c'était vraiment le meilleur résultat possible aujourd'hui. Être entre les deux Red Bull est un résultat énorme. À Monaco c'était déjà bien en finissant deuxième, au Canada aussi même si j'ai abandonné. Ce podium est un superbe résultat pour l'équipe, il prouve qu'on va dans la bonne direction et qu'on se rapproche encore d'eux. On sait tous que les tifosi attendent de nous la victoire mais pour le moment on n'est pas en position pour ça. Lors des premières courses on était à une seconde et demie derrière, maintenant à six ou sept dixièmes, on a réduit l'écart de moitié et on ne va pas arrêter le travail. » Toutefois, à l'issue de la course, Alonso ne croit plus à ses chances de remporter le championnat du monde : « Le championnat pilotes n'est plus à notre portée. Mathématiquement oui mais si quelqu'un peut croire qu'on peut y arriver alors qu'on est encore à huit dixièmes de Red Bull à ce stade de la saison, c'est qu'il ne comprend pas la Formule 1. »,. Felipe Massa marque les points de la cinquième place et, sans un problème lors de son deuxième arrêt au stand, aurait pu se battre avec Hamilton pour la quatrième position. Il se montre satisfait de sa performance : « Ce fut une bonne course durant laquelle je me suis continuellement battu avec un adversaire, j'ai essayé de tirer le maximum des pneus tendres car je savais que nous n'étions pas au mieux de notre forme avec les gommes dures. Dommage que j'aie eu ce problème lors de mon deuxième ravitaillement, j'ai perdu quatre ou cinq secondes et la possibilité de me battre avec Hamilton pour la quatrième place. D'après ce que nous avons vu aujourd'hui, nous devions devancer les deux McLaren et nous n'avons réussi qu'à moitié. J'ai pris un très bon départ, dépassé Hamilton et Fernando et ensuite essayé d'attaquer Webber mais il m'a fermé la porte et cela a permis à Fernando de me repasser par l'extérieur. J'ai eu de petits problèmes avec mon deuxième train de pneus, le suivant était encore plus usé mais cela s'est mieux passé. Finalement, même les pneus durs en fin de course n'étaient pas si mauvais et j'ai pu signer quelques bons chronos avec eux. Nous allons maintenant aborder la course de Silverstone et nous verrons si nous confirmons les progrès faits au cours de ces trois dernières courses. ». Stefano Domenicali déclare : « Nous devons nous assurer d'améliorer continuellement nos performances sans trop regarder le classement du championnat. […] La course de Fernando a été très bonne, il a fait une très grande course en poussant la voiture au maximum tour après tour. […] Nous avons vu que nous étions à la hauteur dans le domaine des performances. Nous avons battu une des deux Red Bull grâce à une bonne stratégie. Ce fut donc une bonne journée. »

### Écuries dans les points
Troisième sur la grille de départ, Lewis Hamilton termine à la quatrième place, derrière les Red Bull et la Ferrari de Fernando Alonso : « J'ai pris un mauvais départ et les deux Ferrari sont passées devant moi. Après ça, la course a été longue. L'équipe m'a demandé de rester le plus longtemps possible en piste mais j'ai souffert de survirage et je n'étais pas très à l'aise avec les pneus. Cette quatrième place est toutefois un bon résultat et c'est un soulagement de marquer douze points après les deux dernières courses. […] Toutefois, nous n'étions pas aussi performants aujourd'hui que lors des trois courses précédentes. » Tout comme Fernando Alonso, Lewis Hamilton, à l'issue de la course, ne croit plus en ses capacités de conquérir le titre mondial en 2011 : « C'est fini, vraiment, si on parle du championnat il est quasiment plié. »,. Jenson Button, sixième sur la grille de départ, franchit la ligne à la même place : « J'ai pris un départ raisonnablement bon mais il y a eu un embouteillage dans le deuxième virage, j'ai été obligé de prendre l'extérieur et Rosberg est passé. Je n'avais pas une vitesse de pointe assez élevée pour le dépasser facilement mais je freinais très tard en revanche. Un peu plus tard en course je l'ai dépassé au freinage du deuxième virage et je crois qu'il ne s'y attendait pas vraiment. Ce fut le meilleur moment de ma course. Vers la mi-course, j'ai perdu l'usage de mon KERS et cela m'a pénalisé à la sortie des virages lents mais aussi lors des freinages. Cette deuxième partie de la course n'a donc pas été très amusante mais ce fut une très agréable surprise de terminer à huit secondes seulement d'une Ferrari. ». Les deux pilotes critiquent le manque de nouveautés sur leur monoplace : « On est encore en retard concernant les appuis aérodynamiques. Cela fait plusieurs semaines que nous n'avons pas eu de développements significatifs. On a eu des nouveautés sur l'aileron avant mais pour trouver de l'appui à l'arrière, nous avons des problèmes. À la prochaine course, je pense qu'on aura vraiment, vraiment du mal. Une fois qu'on aura perdu la cartographie pour souffler dans les diffuseurs, je pense qu'on va voir de bonnes différences de ce côté. » déclare Hamilton tandis que son équipier Button annonce : « Nous avons besoin de bonnes pièces. On doit se plonger dans le boulot et améliorer la voiture. Côté aérodynamique, nous avons besoin d'un progrès solide pour Silverstone car là on perd pied au lieu de progresser. Je sais que des évolutions arrivent mais je pense qu'on a besoin de plus : maintenant il faut prendre des risques. »,,
Une seule Mercedes Grand Prix entre dans les points, Michael Schumacher terminant dix-septième après avoir accroché Vitaly Petrov en début de course : « Cette course n'a pas été très satisfaisante pour moi. Cela s'est décidé dans le quinzième tour lorsque j'ai touché Petrov et cela m'a fait perdre les points que j'aurais probablement été en mesure de marquer. Notre rythme en course devait me permettre de terminer la course là où je l'avais commencée mais ce n'est que spéculations de ma part. J'ai vu Petrov assez tard même si je savais qu'il revenait sur moi. J'ai essayé de freiner le plus tard possible et nous avons abordé le virage ensemble. Lorsque j'ai voulu lui laisser le passage, j'ai bloqué ma roue avant et je l'ai touché. Je suis clairement fautif dans cet accident. Après ça, ma course était terminée et il ne me restait plus qu'à mener la voiture jusqu'à l'arrivée. ». Nico Rosberg se déclare « […] assez satisfait de ma septième place, car nous avons tiré le maximum de la voiture. C'était génial de prendre l'avantage sur Button au départ et ensuite nous avons pris la bonne décision concernant la stratégie en changeant de pneus trois fois. Le DRS a eu des effets positifs ici à Valence et grâce à lui il y a eu quelques beaux dépassements. Maintenant nous devons continuer à travailler le pied au plancher afin de réduire l'écart qui nous sépare des meilleurs avant d'aborder nos deux courses à domicile. »
Jaime Alguersuari a livré une course solide avec une stratégie à seulement deux arrêts (aucun autre pilote du top dix n'a tenté ce pari) et a bien défendu sa huitième place face à Adrian Sutil. Le pilote espagnol, menacé d'être remplacé par Daniel Ricciardo, conforte ainsi sa position de titulaire dans son écurie : « Je suis très content de ce résultat, particulièrement après m'être qualifié seulement dix-huitième. Le fait de nous concentrer sur les réglages course a clairement payé. […] Même si j'ai encore du mal à tirer le maximum des pneus en qualification, je pense savoir bien mieux comment les utiliser en course. […] Nous avons imprimé un rythme solide tout l'après-midi, ce qui a été crucial dans le résultat final. C'est la première fois cette saison que j'ai eu ce feeling avec la voiture. » Sébastien Buemi est quant à lui très déçu de sa performance à Valence où il se classe treizième, hors des points : « J'ai pris un très bon départ, passant quelques gars et imprimant un rythme solide en début de course. Cependant, dès que mes pneus ont commencé à se dégrader, mes chronos ont été plus lents et je n'ai plus été en mesure de passer les autres voitures. Je ne sais pas vraiment pourquoi je n'ai pas été suffisamment rapide. Après le premier relais, je ne pouvais plus tenir le rythme de mon équipier. » Franz Tost, directeur de la Scuderia Toro Rosso, est satisfait des performances d'Alguersuari : « L'équipe a fait un boulot fantastique aujourd'hui, en choisissant une stratégie à deux arrêts pour Alguersuari. Jaime a démontré qu'il pouvait livrer une course solide en prenant un bon départ et en imprimant un rythme rapide dès le départ. La façon dont il a défendu sa position dans les derniers tours a été particulièrement impressionnante. Ce fut une nouvelle performance fantastique, deux semaines après avoir déjà terminé huitième au Canada. »,
Chez Force India, Adrian Sutil a converti sa dixième place sur la grille en une neuvième place à l'arrivée : « Terminer neuvième est agréable et je suis content que nous ayons réussi à tirer le maximum de la voiture tout au long du week-end. J'ai pris un bon départ en passant devant Heidfeld et j'ai ensuite réussi à rester avec Schumacher sur le premier relais. J'ai attaqué mais n'ai pas trouvé d'ouverture. En milieu de course, j'ai eu une piste claire et j'ai pu imprimer un bon rythme qui nous a permis de monter à la huitième place. Après le dernier arrêt, je suis ressorti derrière Alguersuari qui était sur une stratégie à deux arrêts. J'ai tout tenté pour le doubler mais la zone du DRS n'a pas rendu les dépassements très faciles et j'ai dû me contenter de la neuvième place. » Son équipier Paul di Resta ne termine que quatorzième : « Je ne suis pas sûr que nous ayons eu la bonne stratégie aujourd'hui. J'ai fait quelques tours sur mon premier relais avec des pneus très usés et nous ne nous sommes pas arrêtés assez tôt. Nous nous sommes rattrapés avec le deuxième arrêt quand j'ai passé Heidfeld et Barrichello mais j'ai à nouveau tout perdu après mon dernier arrêt. C'est dur quand les pneus sont morts parce que vous perdez environ 2 secondes 5 au tour, ce qui est beaucoup quand la bagarre en milieu de peloton est aussi serrée. Même sans ces problèmes, il aurait été difficile de marquer des points aujourd'hui parce qu'il était plus difficile de doubler que je ne le pensais. »,. Vijay Mallya veut que son équipe inscrive régulièrement des points au championnat : les douze points des huit premiers Grands Prix sont pour lui un résultat insuffisant car il espérait en début d'année pouvoir jouer le podium en Inde : « Pour Silverstone nous aurons un nouveau package et nous verrons ce qu'il se passera avec le changement de règlement au niveau du diffuseur soufflé. […] Maintenant nous voulons évidemment commencer à marquer des points régulièrement. »
Nick Heidfeld inscrit le point de la dixième place pour Lotus Renault GP, le seul ramené de la manche européenne : « Ce qui nous a coûté cher aujourd'hui, c'est notre départ. J'ai perdu une place au profit de Sutil et ensuite j'ai dû me battre pour ne pas en perdre plus. J'ai essayé de le dépasser mais ensuite il a utilisé son DRS pour reprendre l'avantage et je n'ai plus été en mesure de l'attaquer. C'est encore un point pour l'équipe mais j'avoue que je ne m'attendais pas à finir derrière une Force India et une Toro Rosso. Il faut que nous restions optimistes car Silverstone est un circuit avec de nombreux virages rapides et notre voiture est performante dans ces conditions. Nous verrons aussi si la nouvelle réglementation affectera les performances de notre voiture mais je reste persuadé que ce sera au contraire positif pour notre équipe. » Vitaly Petrov termine quinzième et déçu : « Je suis bien sûr déçu de ma course. J'ai été assez surpris de constater que les pneus ne nous convenaient pas très bien. Certains de nos adversaires ont réussi à boucler la course avec deux arrêts seulement alors que nous avons été obligés d'en faire trois. Nous savions que notre rythme en course n'était pas fantastique et cette course a clairement démontré que nous avions encore beaucoup à faire car nous devions terminer facilement parmi les dix premiers. L'accident avec Schumacher n'a pas provoqué de crevaison. Il semblait sortir des stands très rapidement et ne semblait pas en mesure de ralentir suffisamment avant le premier virage. Je l'ai vu dans mes rétroviseurs et j'ai senti un contact. Il faut maintenant que nous réfléchissions à tête reposée afin de comprendre où nous perdons de la performance afin de faire une meilleure course à Silverstone. ». Éric Boullier, directeur de Lotus Renault GP, et Alan Permane, ingénieur en chef, s'inquiètent des modestes performances de leur monoplace : « Compte tenu de nos qualifications nous attendions à beaucoup plus en course. Neuvième et onzième sur la grille permettaient d'envisager une course vraiment en bagarre pour les points. Malheureusement, cela ne s'est pas produit et nous n'avons pas été capables de faire remonter nos voitures après un mauvais départ. […] Il nous faut comprendre pourquoi nous ne pouvions pas nous rapprocher des voitures devant nous. Nous savons que notre voiture est rapide et il est important de trouver pourquoi nous n'avons pas pu sortir de ce faux rythme aujourd'hui. » Permane ajoute : « Nos deux voitures ont fait une course médiocre et nous n'avions tout simplement pas assez de vitesse pour faire mieux. Nous avons souffert d'une dégradation des pneus suffisamment forte pour nous contraindre à faire trois arrêts. […] Nous avons à l'évidence peiné sur les circuits avec des virages à basse vitesse. »

### Écuries hors des points
Pour la première fois de l'année, aucune Sauber ne termine dans les points. Sergio Pérez, de retour après deux courses manquées à la suite de son accident à Monaco, rate le top dix de quelques secondes en ne faisant, comme en Australie, qu'un seul arrêt après avoir débuté en pneus durs : « Au début, j'ai eu vraiment du mal avec les pneus durs. J'ai aussi manqué de grip avec les pneus tendres et, en fin de course, perdu beaucoup de temps à cause des drapeaux bleus. Ce ne fut pas un Grand Prix facile pour mon retour et je suis content d'avoir pu reprendre le volant. Je me suis donné à 100 % et je crois que nous n'aurions pas pu faire mieux aujourd'hui. » Kamui Kobayashi, sur une stratégie à deux arrêts, n'a pas fait mieux que seizième : « Ce fut une course très difficile. J'ai été en difficulté tout le long et n'ai jamais eu le rythme pour me battre. Il n'était pas évident de gérer les pneus. J'ai essayé de les préserver le mieux possible mais ils se sont usés assez vite et quand je voulais attaquer, je me retrouvais dans le trafic. » Peter Sauber confirme les impressions de son pilote quant aux difficultés ressenties avec les pneus : « Jusqu'à cette course, nous réussissions à mieux gérer nos pneus que les autres. Aujourd'hui, cependant, ça n'a pas été le cas. »,
Rubens Barrichello, grâce à un bon départ, se classe douzième de l'épreuve, après de rudes efforts pour conserver sa position : « Nous n'avions pas la voiture dont nous avions besoin aujourd'hui. Je n'ai pas ménagé mes efforts et je suis content de ce que j'ai fait. L'équipe a travaillé dur pour apporter de nombreuses évolutions alors je suis déçu que nous n'ayons pas pu faire mieux. Je pense que nous devrions nous satisfaire d'avoir battu quelques voitures meilleures que la nôtre aujourd'hui. » Initialement sur une stratégie à deux arrêts, son coéquipier Pastor Maldonado a basculé sur trois arrêts après avoir rencontré des soucis de pneumatiques en début de course. Il ne termine que dix-huitième : « Nous avons eu un mauvais départ et j'ai perdu quelques places. Ensuite, je n'ai pas réussi à faire fonctionner les pneus durs sur le premier relais alors j'ai dû rentrer plus tôt pour les changer. Cet arrêt anticipé nous a poussés sur une stratégie à trois arrêts. Il était trop difficile de la faire fonctionner depuis la position dans laquelle nous nous trouvions et je n'ai pas pu remonter. » Sam Michael confirme le manque de performance de ses monoplaces malgré les évolutions apportées : « Nous aurions eu besoin d'un peu plus de performance pour entrer dans les points. Les stratégies à deux et un arrêts de Toro Rosso et Sauber leur ont permis de passer devant nous. »,,
Chez Team Lotus, Heikki Kovalainen se classe dix-neuvième et est satisfait de son résultat : « Ce fut une très bonne course. J'ai constaté avec plaisir que nous avons retrouvé notre niveau de forme du début de saison. À Monaco et à Montréal, je n'étais pas très à l'aise au volant de la voiture. […] Nous savons dans quels domaines nous devons faire progresser la voiture afin que nous puissions nous battre avec les voitures qui nous précèdent mais cela viendra en temps voulu. Nous avons un plan sur le long terme et nous sommes assurément sur la bonne voie. » Jarno Trulli termine juste derrière son coéquipier, à deux tours du vainqueur : « Ce fut une bonne course, nous avons essayé différentes stratégies pour faire face à toutes les éventualités. Malgré le fait que mon second train de pneus était à la corde en fin de course, je suis ravi de ma performance. […] C'est très satisfaisant pour l'équipe que les deux voitures soient à l'arrivée devant les voitures qui nous suivaient. »
Marussia Virgin Racing place ses deux monoplaces à l'arrivée devant les HRT. Timo Glock, vingt et unième, prend un bon départ qui lui permet de gagner trois places au premier tour mais ne peut pas résister à ses adversaires lorsque ceux-ci utilisent leur aileron mobile : « Ce fut un week-end assez positif pour nous. Tout s'est bien passé et je n'ai eu aucun problème. En course, j'ai eu un très bon premier tour et j'ai doublé les deux Lotus et une Toro Rosso même s'il m'a immédiatement repassé. Sitôt le DRS activé, je n'ai pas pu retenir Heikki et Jarno. Après ça, j'ai juste fait ma course. […] C'est dommage d'avoir fait une bonne course et de n'être que 21e mais quand personne n'a de problème technique ou d'accident au premier tour, nous ne pouvons pas faire mieux. » Jérôme d'Ambrosio, qui perd trois kilos à l'arrivée, n'étant pas parvenu à s'hydrater durant toute la durée de l'épreuve, s'élance bien et conserve sa position de départ jusqu'à son premier arrêt. Il déborde ensuite Liuzzi pour la vingt-deuxième place finale : « Je suis évidemment bien plus content de cette course que du résultat de la qualification d'hier. Même si j'ai perdu pas mal de temps dans le premier relais quand j'ai été gêné par Liuzzi, j'ai fait un bon deuxième relais et c'est une bonne expérience pour moi. Le principal pour moi à l'heure actuelle est d'améliorer mes performances du samedi. Je suis content de mon week-end et d'avoir fini une autre course. »,
Les HRT de Vitantonio Liuzzi et Narain Karthikeyan terminent aux deux dernières places. Karthikeyan déclare : « Comme prévu, la voiture a été difficile à piloter en course à cause de la chaleur. Les pneus arrière se dégradaient très vite et nous avons eu les mêmes problèmes de freins que vendredi et samedi. En début de course j'ai essayé de rester au contact du peloton en compagnie de d'Ambrosio et Liuzzi mais après sept tours seulement j'ai bloqué mes roues avant et après ça, fait une course en solitaire. Je suis à l'arrivée mais il y a peu de choses positives à retenir de ce week-end. » Son coéquipier est tout aussi déçu : « Cette course a été très difficile pour nous car nous avions de grosses difficultés avec les pneus arrière. Nous savions depuis vendredi que cela allait être difficile car nous les faisons surchauffer et ils s'usent encore plus vite. Pour cette raison nous avons été obligés de faire trois arrêts en course et n'avons pas réussi à rester au contact des Virgin. Nous nous sommes battus avec elles dans les deux premiers relais mais étant donné que nous avons fait un arrêt de plus, elles nous ont finalement distancés. »

## Classements généraux à l'issue de la course
| Pos. | Pilote             | Écurie               | Points |
| ---- | ------------------ | -------------------- | ------ |
| 1    | Sebastian Vettel   | Red Bull-Renault     | 186    |
| 2    | Jenson Button      | McLaren-Mercedes     | 109    |
| 3    | Mark Webber        | Red Bull-Renault     | 109    |
| 4    | Lewis Hamilton     | McLaren-Mercedes     | 97     |
| 5    | Fernando Alonso    | Ferrari              | 87     |
| 6    | Felipe Massa       | Ferrari              | 42     |
| 7    | Nico Rosberg       | Mercedes             | 32     |
| 8    | Vitaly Petrov      | Renault              | 31     |
| 9    | Nick Heidfeld      | Renault              | 30     |
| 10   | Michael Schumacher | Mercedes             | 26     |
| 11   | Kamui Kobayashi    | Sauber-Ferrari       | 25     |
| 12   | Adrian Sutil       | Force India-Mercedes | 10     |
| 13   | Jaime Alguersuari  | Toro Rosso-Ferrari   | 8      |
| 14   | Sébastien Buemi    | Toro Rosso-Ferrari   | 8      |
| 15   | Rubens Barrichello | Williams-Cosworth    | 4      |
| 16   | Sergio Pérez       | Sauber-Ferrari       | 2      |
| 17   | Paul di Resta      | Force India-Mercedes | 2      |

| Pos. | Écurie               | Points |
| ---- | -------------------- | ------ |
| 1    | Red Bull-Renault     | 295    |
| 2    | McLaren-Mercedes     | 206    |
| 3    | Ferrari              | 129    |
| 4    | Renault F1 Team      | 61     |
| 5    | Mercedes Grand Prix  | 58     |
| 6    | Sauber-Ferrari       | 27     |
| 7    | Toro Rosso-Ferrari   | 16     |
| 8    | Force India-Mercedes | 12     |
| 9    | Williams-Cosworth    | 4      |

## Statistiques
Le Grand Prix d'Europe 2011 représente :
- la 22e pole position de sa carrière pour Sebastian Vettel[137] ;
- la 16e victoire de sa carrière pour Sebastian Vettel[138] ;
- le 2e hat-trick de sa carrière pour Sebastian Vettel[139] ;
- la 21e victoire pour Red Bull Racing en tant que constructeur[140] ;
- la 136e victoire pour Renault en tant que motoriste[141].

Au cours de ce Grand Prix :
- Fernando Alonso passe la barre des 900 points inscrits en championnat du monde (916 points)[142] ;
- Felipe Massa passe la barre des 500 points inscrits en championnat du monde (506 points)[143] ;
- Sebastian Vettel passe la barre des 1 000 tours en tête d'un Grand Prix (1 054 tours)[144].
- 24 pilotes franchissent le drapeau à damier, ce qui constitue un nouveau record de la discipline. Le précédent record était de 23 pilotes à l'arrivée du Grand Prix automobile de Chine 2011[145].